# Le Mesnil-sur-Oger
 Le Mesnil-sur-Oger  es una población y comuna francesa, en la región de Champaña-Ardenas, departamento de Marne, en el distrito de Épernay y cantón de Avize.

## Demografía
| 1366 | 1385 | 1381 | 1204 | 1118 | 1077 |
| Para los censos de 1962 a 1999 la población legal corresponde a la población sin duplicidades (Fuente: INSEE [Consultar]) |      |      |      |      |      |